# Eduard Wagnes

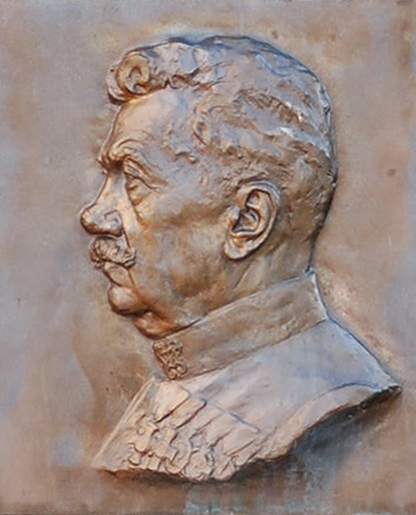
Eduard Wagnes Denkmal in Bad Gams

Eduard Wagnes (* 18. März 1863 in Graz; † 27. März 1936 ebenda) war ein österreichischer Kapellmeister der k.u.k. Armee und Komponist von Marschmusik.

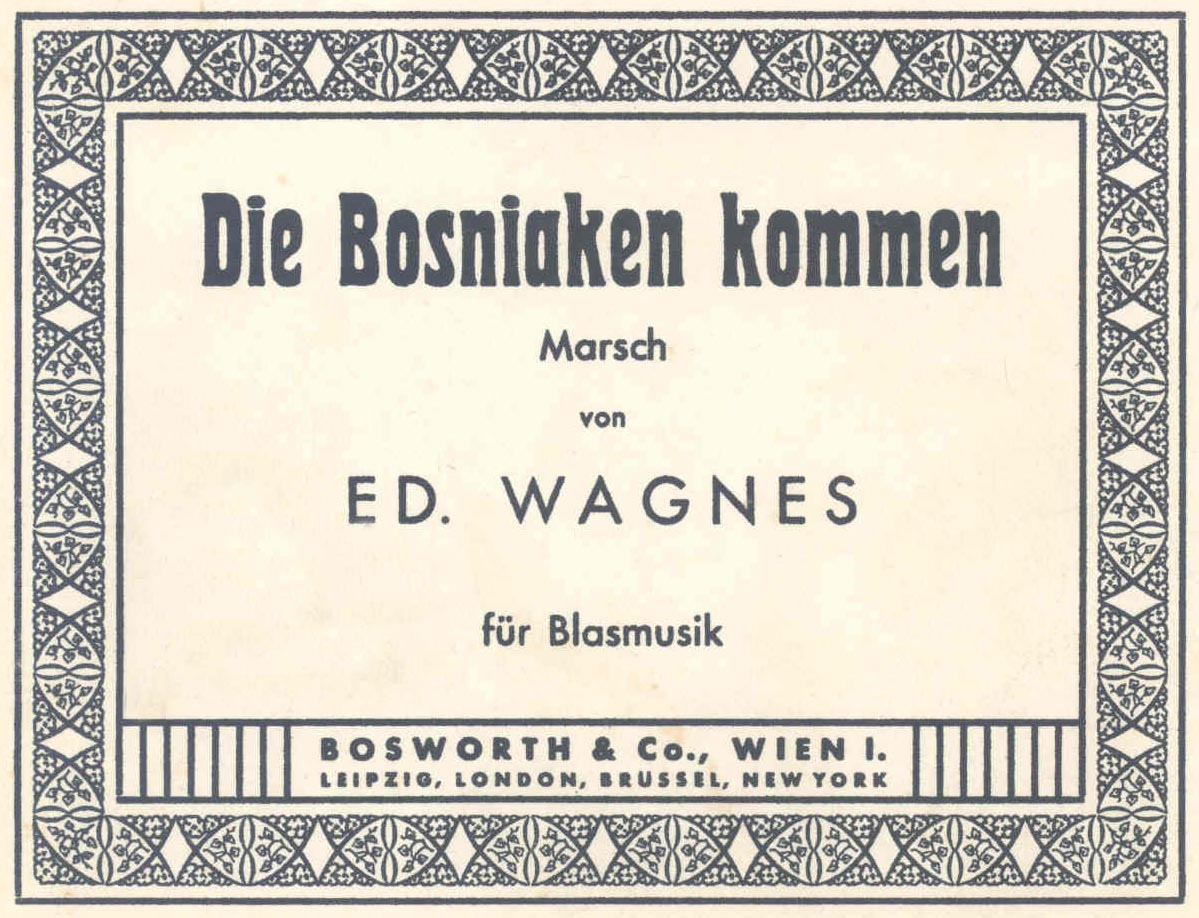
Die Bosniaken kommen

Vom Kapellmeister dem Freund Johann Puch gewidmet.

Der aus einer Grazer Musikerfamilie stammende Wagnes wurde durch Florian Schantl musikalisch ausgebildet. Seine Lieblingsinstrumente waren die Blasinstrumente, vor allem das Waldhorn, auf dem er virtuos spielte.
Seine berühmteste Komposition ist der Marsch Die Bosniaken kommen von 1895. Der war von Wagnes dem in Graz bzw. im Lager Lebring-Sankt Margarethen stationierten Bosnisch-Hercegovinischen Infanterie Regiment Nr. 2 gewidmet. Wagnes leitete die Militärkapelle dieses Regiments.
Weiterhin bekannt sind der Flitsch-Marsch, mit dem er ein Preisausschreiben gewann und Felsenfest fürs Vaterland. Einen besonderen Bezug zu Graz hat auch der Puch-Marsch, den Wagnes Meinem lieben Freunde Herrn Johann Puch gewidmet hat, also dem steirischen Fabrikanten so Reverenz erwies. Eduard Wagnes komponierte weit über 100 Märsche, mehr als 30 Walzer, 50 Lieder und Chöre, Polkas, zwei Messen und drei Operetten, wobei letztere durch schlechte Textvorlagen als entwertet angesehen werden.
Nach seinem Rückzug aus dem aktiven Militärdienst der österreichisch-ungarischen Monarchie zog sich Wagnes 1924 in sein Landhaus auf einem ca. 4 Joch großen Besitz nach Bad Gams zurück, um sich ausschließlich der Komposition zu widmen, danach übersiedelte er weiter in eine Villa in Gams Nr. 53 (später das Arzthaus von Ernst Salmhofer). Seine Villa in St. Peter bei Graz hatte er verkauft. Später wurde er in das österreichische Bundesheer übernommen und mit dem Aufbau einer Musik für das neu aufgestellte Alpenjägerregiment Nr. 9 beauftragt.
Über ein Jahrzehnt leitete Wagnes den Männergesangverein Gams. Er förderte die Ortsmusik und den Kirchenchor, dem er mehrere Kompositionen widmete, darunter eine lateinische Messe und ein Vaterunser.
Seinen Lebensabend konnte er, nachdem für Regimentskapellmeister der Monarchie keine Ruhegenüsse gezahlt wurden (sie waren Vertragsangestellte), durch eine kleine Ehrenpension und den Erträgen aus seinen Kompositionen absichern.
Nach Wagnes ist der Wagnesweg im Grazer Stadtteil Mariatrost benannt. Sein Neffe Josef Wagnes komponierte ebenfalls. 1951 wurde an seinem Wohnhaus eine Gedenktafel enthüllt. Weitere Auszeichnungen waren das Goldene Verdienstkreuz mit der Krone, das Ehrenzeichen vom Roten Kreuz, das Ehrenbürgerrecht der Stadt Graz, die Ehrenmitgliedschaft des Männerchores Graz und vieler anderer steirischer Musikvereine.